# Хорњи Поржичи (Бланско)
Хорњи Поржичи (чеш. Horní Poříčí) је насељено мјесто са административним статусом сеоске општине (чеш. obec) у округу Бланско, у Јужноморавском крају, Чешка Република.

## Становништво
Према подацима о броју становника из 2014. године насеље је имало 278 становника.